# エレノア・オブ・ランカスター
エレノア・オブ・ランカスター（Eleanor of Lancaster, 1318年9月11日 - 1372年1月11日）またはエレノア・プランタジネットは、第3代ランカスター伯ヘンリー・プランタジネットとモード・チャワースの五女。

## 最初の結婚
エレノアは1330年11月6日に第2代ボーモント男爵ジョン・ド・ボーモント（1342年没）と結婚した。ジョンは第4代バカン伯、初代ボーモント男爵ヘンリー・ボーモント（1288年頃 - 1340年）とその妻アリス・カミン（1289年 - 1349年7月3日）の息子であった。ジョンは1342年4月14日の馬上槍試合で亡くなった。2人の間には1男がおり、ヘントで王妃フィリッパ・オブ・エノーの女官として仕えていたときに生まれた。
- ヘンリー（1340年4月4日 - 1369年7月25日[5]） - 第3代ボーモント男爵。7代オックスフォード伯ジョン・ド・ヴィアの娘マーガレットと結婚し、1男ジョン（第4代ボーモント男爵、1361年 - 1396年）をもうけた。

1341年、エレノアはフィリッパ・オブ・エノーへの奉仕が認められ、国庫から生涯にわたり年間100ポンドを授与された。1344年、エレノアはサンティアゴ・デ・コンポステーラへ巡礼に赴き、財産の管理を代理人に依頼した。

## 2度目の結婚
1345年2月5日、バッキンガムシャーのストーク・ポジズのディットン教会において、第10代アランデル伯リチャード・フィッツアランと結婚した。結婚式にはエドワード3世が出席した。リチャードは、最初にヒュー・ル・ディスペンサーの娘イザベル・ル・ディスペンサーと結婚していた。父ヒューの死刑宣告と処刑以後、イザベルは教皇にとって何ら重要な存在ではなくなったため、教皇の命令によりその結婚は無効となった。教皇クレメンス6世は、その結婚を無効にして子供を庶子とし、不倫関係にあったエレノアとの2度目の結婚に対し特許状を与えた。1345年3月4日付の特免状は、リチャードの最初の妻イザベルと2番目の妻エレノアがいとこ同士（エレノアの母モードとイザベルの父ヒューが異父姉弟）であったため必要とされた。
エレノアの2度目の結婚で以下の子女が生まれた。
- リチャード（1346年 - 1397年） - 第4代アランデル伯。最初にエリザベス・ド・ブーンと結婚し子女をもうけた。次にフィリッパ・モーティマーと再婚したが、子供は生まれなかった。
- ジョン（1349年以前 - 1379年） - 初代アランデル男爵、エレノア・マルトレイヴァースと結婚し子女をもうけた。第6代アランデル伯ジョン・フィッツアランの祖父。
- トマス（1353年 - 1414年） - カンタベリー大司教（1396年、1399年 - 1414年）
- ジョアン（1347/8年 - 1419年4月7日） - 第7代ヘレフォード伯ハンフリー・ド・ブーンと結婚
- アリス（1350年 - 1416年3月17日） - 第2代ケント伯トマス・ホランドと結婚
- メアリー（1396年8月29日没） - 第4代ブラックミアのストレンジ男爵ジョン・ル・ストレンジと結婚
- エレノア（1348年 - 1396年8月29日） - サー・アンソニー・ブラウンと結婚

## 後年

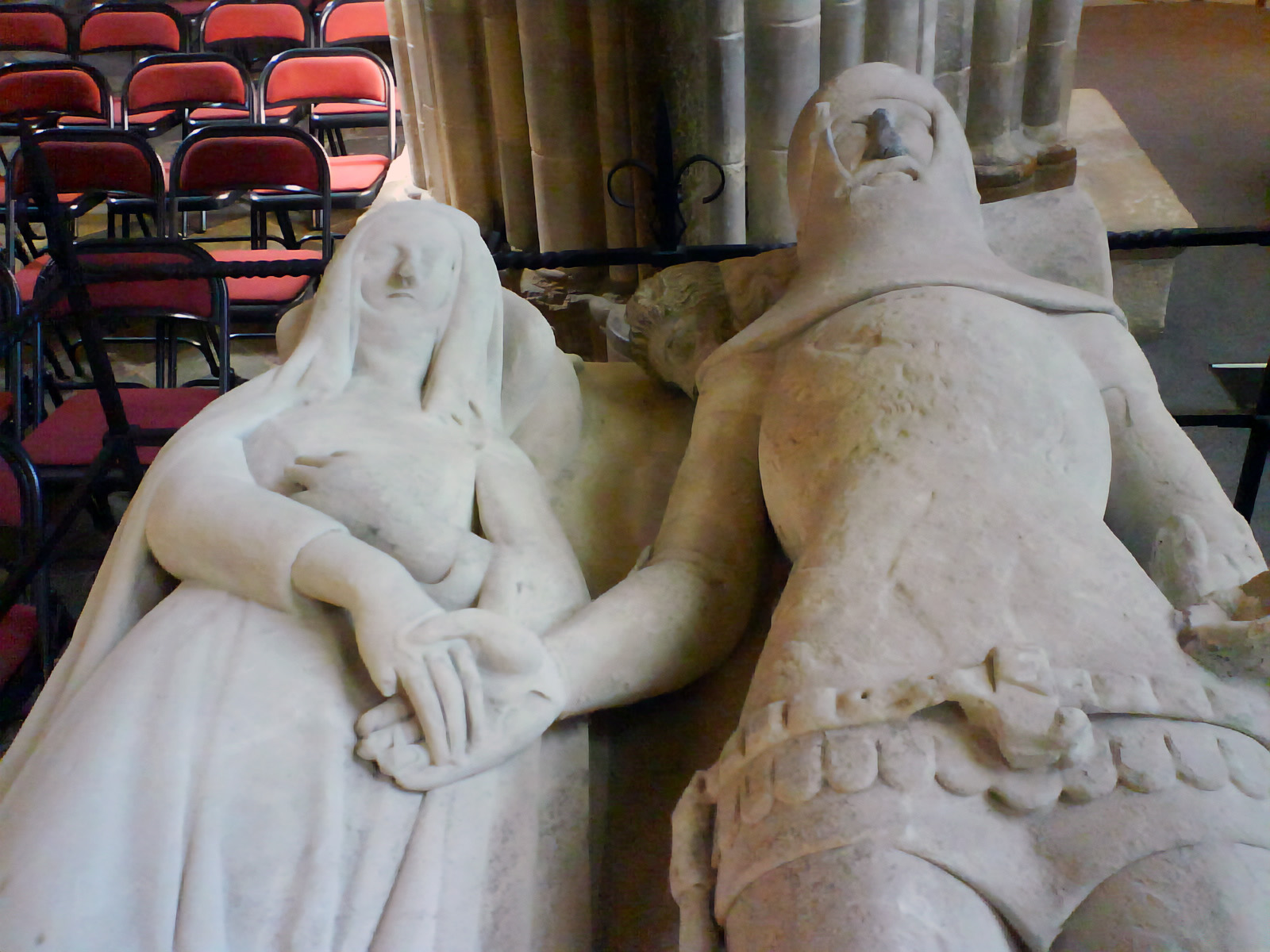
エレノアと夫リチャード・フィッツアランの記念像（チチェスター大聖堂）

エレノアは1371年1月か1372年にアランデルで亡くなり、サセックスのルイス修道院に埋葬された。夫リチャード・フィッツアランはエレノアの死から4年後に死去し、エレノアの隣に埋葬された。
現在チチェスター大聖堂にある、エレノアと夫の第10代アランデル伯リチャード・フィッツアランの記念像は、フィリップ・ラーキンの有名な詩「アランデルの墓」の題材となっている。